# Phare de Långe Erik
Le phare de Långe Erik (en suédois : Långe Erik fyr) est un phare situé à Byxelkrok (en) sur l'île d'Öland, appartenant à la commune de Borgholm, dans le Comté de Kalmar (Suède).
Le phare de Långe Erik est inscrit au répertoire des sites et monuments historiques par la Direction nationale du patrimoine de Suède .

## Histoire
Le phare a été érigé en 1845 sur la petite île de Stora Grundet dans la baie de Grankullaviken (en) à la pointe nord de l'île d'Öland. L'île est relié à Öland par une passerelle construite en 1965. Le phare a été conçu par H. Byström et construit par Jonas Jonsson. L'ancienne maison du gardien de phare se trouve à côté du phare, avec quelques bâtiments datant des années 1900. Sa corne de brume a fonctionné jusqu'en 1985.
Sa lentille de Fresnel de 3e ordre d'origine n'est plus utilisée mais elle est restée en place. Elle est remplacée par un Aerobeacon installée sur le balcon de la lanterne. Le phare est télécommandé par l'administration maritime suédoise.
La tour est ouverte aux visiteurs pendant la saison estivale.

## Description
Le phare est une tour circulaire de 31,8 mètres de haut, avec une galerie et une lanterne. Le phare est peint en blanc et le dôme de la lanterne est gris. Il émet, à une hauteur focale de 31,5 mètres, quatre éclats (blanc, rouge et vert) selon différents secteurs toutes les 15 secondes. Sa portée nominale est de 13,8 milles nautiques (environ 26 km).
Identifiant : ARLHS : SWE-298 ; SV-5475 - Amirauté : C7260 - NGA : 7756 .
|                       |
| Localisation du phare |

|          |
| Le phare |

|          |
| Le phare |

### Lien connexe
- Liste des phares de Suède